# Rien ne va plus
Rien ne va plus és una pel·lícula francosuïssa dirigida per Claude Chabrol, estrenada el 1997. Narra les aventures d'una parella d'estafadors, Betty i Victor, que opera en els congressos.

## Argument
En un casino, en un congrés per agricultors, Betty lliga amb un client, el que de fet és un robatori: drogar l'home en un moment de distracció, a continuació proposar-li d'anar al llit amb ell a la seva habitació. El porta però s'adorm profundament. Betty fa entrar en la cambra Victor. Junts, agafen diners del client, però no gaires perquè no sospiti que és un robatori. Els dos estafadors viatgen en auto-caravana a través de França per estafar els ingenus.
Betty demana anar a Sils Maria per estafar els clients d'un congrés de dentistes, però deixant sol Victor. La trobarà en un hotel allà baix després d'haver passat alguns dies a París. Ella estava distant i sortia amb un home, Maurice. Victor estava tractat com una coneixença llunyana.
Li revela el seu pla, ella i Maurice s'havien conegut un any abans en un TGV. Ella simpatitzà i va descobrir la seva història: Maurice és un tresorer i havia de transferir en una maleta bloquejada amb un codi, 5 milions de francs suïssos. Betty va sospitar que Maurice volia marxar amb ella i els diners.

## Repartiment
- Michel Serrault: Victor
- Isabelle Huppert: Betty
- François Cluzet: Maurice
- Jean-François Balmer: Senyor K
- Jean Benguigui: El gàngster
- Jackie Berroyer: Chatillon
- Henri Attard: El venedor grec
- Thomas Chabrol: L'empleat suís
- Marie Dubois: Dédette
- Mony Dalmès: Signora Trotti
- Eric Bonicatto: Un delegat
- Pierre-François Duméniaud: Un delegat
- Greg Germain: L'home xerraire
- Nathalie Kousnetzoff: La dona rossa
- Pierre Martot: Un delegat
- Yves Verhoeven: El carterista
- Emmanuel Guttierez: El cambrer del Park Hotel

## Premis
- Premi al millor artista per Michel Serrault als Premis Lumière el 1998.
- Conquilla d'Or a la millor pel·lícula i Conquilla de Plata al millor director, al Festival Internacional de Cinema de Sant Sebastià 1997.